# LQ-45
LQ-45 ist ein indonesischer Aktienindex der Börse von Jakarta. Hier werden die 45 Unternehmen mit dem größten Marktwert zusammengefasst. Die Berechnung erfolgt halbjährlich von einer R&D-Abteilung der Börse. Der Index besteht seit dem 6. Februar 1997.

## Unternehmen
Hier eine Liste der Unternehmen die zwischen August 2023 und Januar 2024 im LQ-45 enthalten waren.
| Code | Unternehmen                                |
| ---- | ------------------------------------------ |
| ACES | Ace Hardware Indonesia Tbk.                |
| ADRO | Adaro Energy Tbk.                          |
| AKRA | AKR Corporindo Tbk.                        |
| AMRT | Sumber Alfaria Trijaya Tbk.                |
| ANTM | Aneka Tambang (Persero) Tbk.               |
| ARTO | Bank Artos Indonesia Tbk.                  |
| ASII | Astra International Tbk.                   |
| BBCA | Bank Central Asia Tbk.                     |
| BBNI | Bank Negara Indonesia (Persero) Tbk.       |
| BBRI | Bank Rakyat Indonesia (Persero) Tbk.       |
| BBTN | Bank Tabungan Negara (Persero) Tbk.        |
| BMRI | Bank Mandiri (Persero) Tbk.                |
| BRIS | Bank Syariah Indonesia Tbk.                |
| BRPT | Barito Pacific Tbk.                        |
| BUKA | Bukalapak.com Tbk.                         |
| CPIN | Charoen Pokphand Indonesia Tbk             |
| EMTK | Elang Mahkota Teknologi Tbk.               |
| ESSA | Surya Esa Perkasa Tbk.                     |
| EXCL | XL Axiata Tbk.                             |
| GGRM | Gudang Garam Tbk.                          |
| GOTO | GoTo Gojek Tokopedia Tbk.                  |
| HRUM | Harum Energy Tbk.                          |
| ICBP | Indofood CBP Sukses Makmur Tbk.            |
| INCO | Vale Indonesia Tbk.                        |
| INDF | Indofood Sukses Makmur Tbk.                |
| INDY | Indika Energy Tbk.                         |
| INKP | Indah Kiat Pulp & Paper Tbk.               |
| INTP | Indocement Tunggal Prakarsa Tbk.           |
| ITMG | Indo Tambangraya Megah Tbk.                |
| KLBF | Kalbe Farma Tbk.                           |
| MAPI | Mitra Adiperkasa Tbk.                      |
| MDKA | Merdeka Copper Gold Tbk                    |
| MEDC | Medco Energi Internasional Tbk.            |
| PGAS | Perusahaan Gas Negara Tbk.                 |
| PTBA | Bukit Asam Tbk.                            |
| SCMA | Surya Citra Media Tbk.                     |
| SIDO | Industri Jamu dan Farmasi Sido Muncul Tbk. |
| SMGR | Semen Indonesia (Persero) Tbk.             |
| SRTG | Saratoga Investama Sedaya Tbk.             |
| TBIG | Tower Bersama Infrastructure Tbk.          |
| TLKM | Telkom Indonesia (Persero) Tbk.            |
| TOWR | Sarana Menara Nusantara Tbk.               |
| TPIA | Chandra Asri Petrochemical Tbk.            |
| UNTR | United Tractors Tbk.                       |
| UNVR | Unilever Indonesia Tbk.                    |